# 波爾塔夫卡 (波洛希區)
47°43′0″N 36°28′39″E / 47.71667°N 36.47750°E
波爾塔夫卡是位於烏克蘭東南部的村莊，由扎波羅熱州波洛希區的馬利尼夫卡市鎮負責管轄。該村面積0.06平方公里，海拔高度114米，2001年人口1,113，人口密度每平方公里18,864人。